# Glop
Pour l'onomatopée, voir Pifou.
Glop est une série télévisée d'animation française en 55 épisodes créée par Guy Montassut et Roger Iglésis et diffusée en 1971-1972 sur la deuxième chaîne de l'ORTF.

## Fiche technique
- Titre : Glop
- Création : Guy Montassut, Roger Iglésis
- Réalisation : Guy Montassut
- Scénarios : Guy Montassut, Marc Maurou
- Animation : Daniel Perverie
- Montage : Patrice Schiller
- Musique : Jean-Jacques Perrey
- Production : Guy Montassut
- Société de production : ORTF
- Pays : France
- Langue : français
- Format : Couleur - 35 mm - 1,33:1 - son mono
- Date de première diffusion : 6 décembre 1971 (ORTF)

## Distribution
- Roger Carel : Narrateur / Polop / Toufou / le professeur Glopensigout (voix)
- Linette Lemercier : Glop / le pingouin (voix)
- Jacques Harden : le présentateur